# Potala-Palast
| Tibetische Bezeichnung                    |
| ----------------------------------------- |
| Tibetische Schrift: པོ་ཏ་ལ་                |
| Wylie-Transliteration: po ta la           |
| Aussprache in IPA: [potala]               |
| Offizielle Transkription der VRCh: Bodala |
| THDL-Transkription: Potala                |
| Andere Schreibweisen: —                   |
| Chinesische Bezeichnung                   |
| Traditionell: 布達拉宮                    |
| Vereinfacht: 布达拉宫                     |
| Pinyin:Bùdálā Gōng                        |

Der Potala-Palast (tibetisch ཕོ་བྲང་པོ་ཏ་ལ Wylie pho brang po ta la, nach Potala, dem reinen Land des Bodhisattva Avalokiteshvara benannt) in Lhasa war während der Zeit der zentraltibetischen Regierung Ganden Phodrang (tib. དགའ་ལྡན་ཕོ་བྲང, dga' ldan pho brang; 1642 bis 1959) offizielle Residenz und Regierungssitz der Dalai Lamas. Der riesige Palast liegt auf dem Berg Marpori (tib.: དམར་པོ་རི, dmar po ri; „Roter Berg“), der sich 130 Meter über Lhasa, der Hauptstadt des Autonomen Gebiets Tibet, erhebt.

## Geschichte

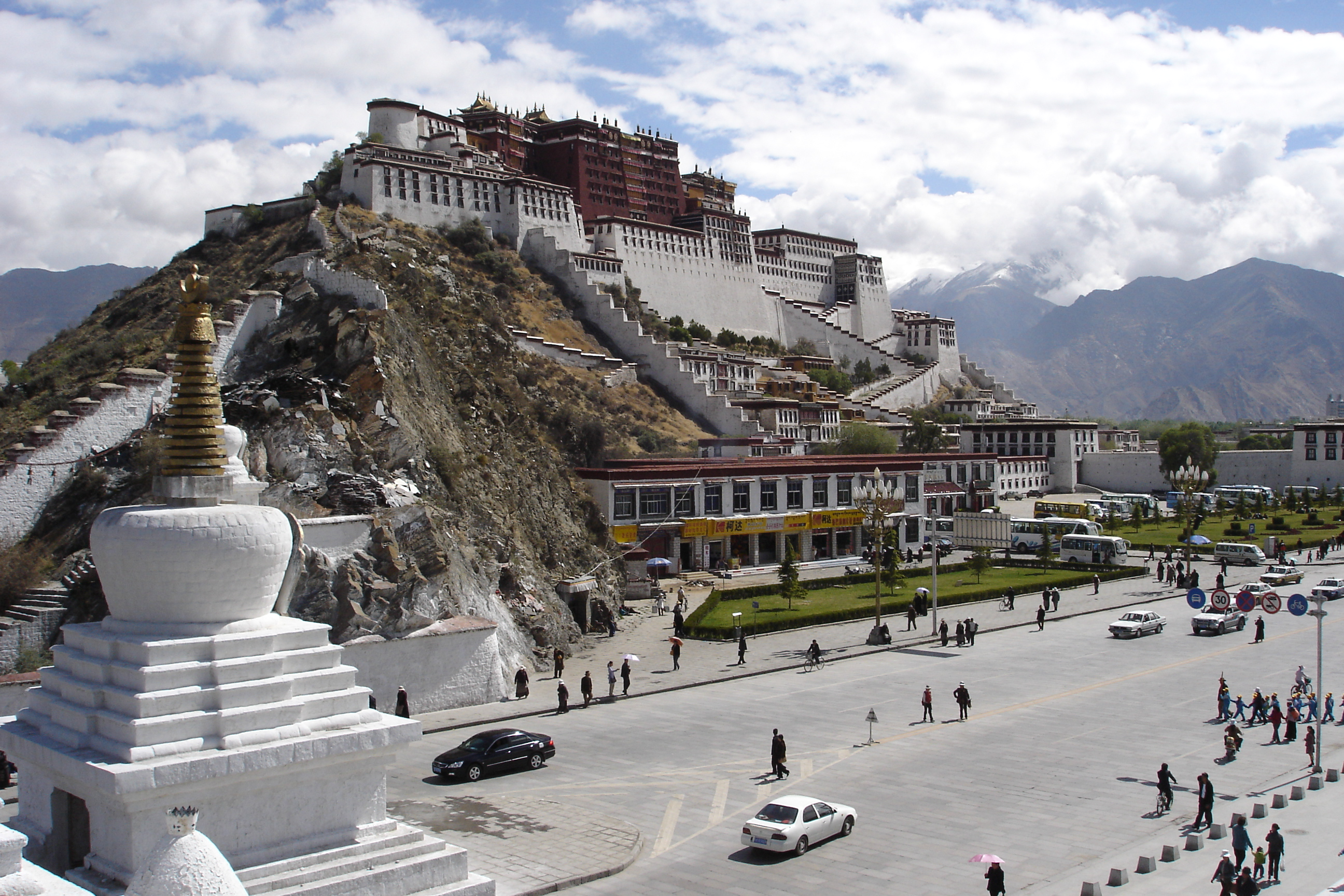
Potala-Palast, 2006

Der erste Palastbau wurde im Jahr 637 von Songtsen Gampo für seine Frau Wen Cheng auf dem Marpori in Lhasa angelegt. Der Palast wurde 641 fertiggestellt. Im 8. Jahrhundert zerstörten ihn chinesische Truppen weitgehend.
Im 17. Jahrhundert ordnete der 5. Dalai Lama den Bau eines Palastes auf dem Marpori an. Die Überreste von Songtsen Gampos Palast wurden in den Bau der größeren Anlage integriert. Die Konstruktion des ersten Teils des heutigen Palastes, der Phodrang Karpo (tib.: pho brang dkar po; „Weißer Palast“), wurde im Jahr 1648 unter der Herrschaft des 5. Dalai Lama abgeschlossen, der Phodrang Marpo (tib.: pho brang dmar po; „Roter Palast“) wurde erst 1694 nach dessen Tod unter Desi Sanggye Gyatsho fertiggestellt. Zu diesem Bauabschnitt gibt es vom Regenten einen ausführlichen Bericht mit einer umfangreichen Liste der Newar-Handwerker, die an dem Bau beschäftigt waren. Die letzte größere Veränderung fand im Jahr 1922 statt. Unter dem 13. Dalai Lama wurden mehrere Räume renoviert und dem Roten Palast noch zwei weitere Stockwerke hinzugefügt.
Durch den Bau des Norbulingka, der fortan als Sommer-Palast genutzt wurde, erhielt der Potala die Bezeichnung Winterpalast.
Die chinesische Kulturrevolution überstand der Potala-Palast als eines der wenigen Kulturdenkmale in Tibet vergleichsweise unversehrt, da er als Unterkunft der chinesischen Besatzungsarmee diente. Er wird heute als Museum genutzt, zählt aber neben dem Jokhang-Tempel weiterhin zu den wichtigsten Pilgerstätten der tibetischen Buddhisten.

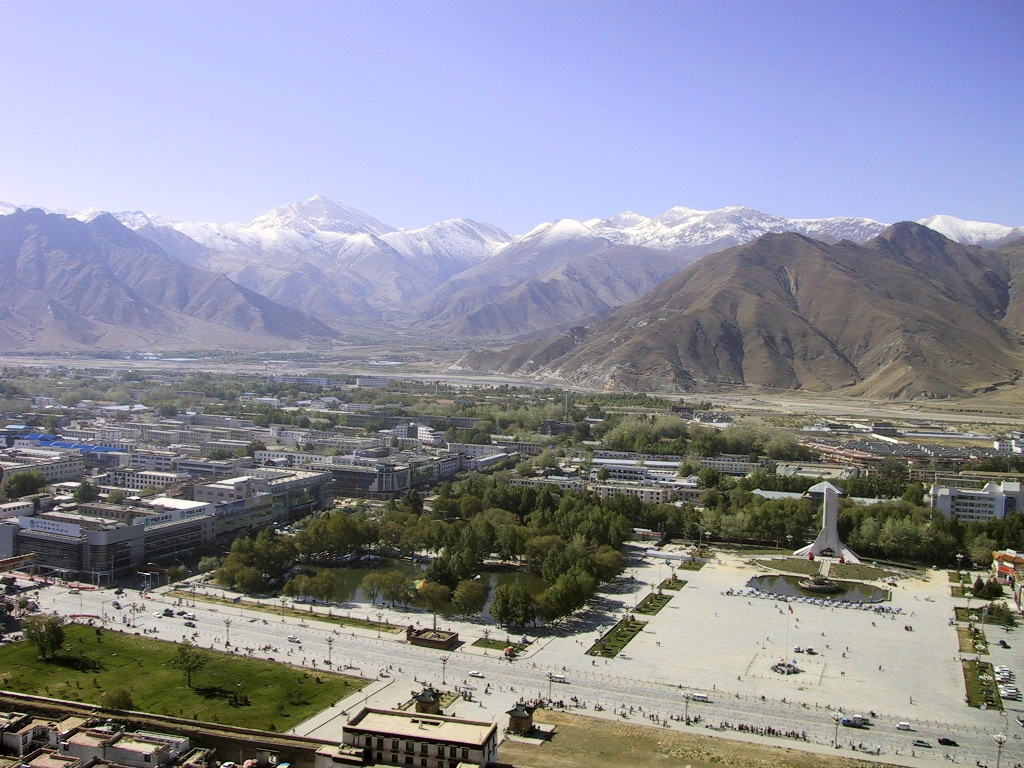
Blick auf Zentral-Lhasa vom Potala aus

Der Potala-Palast steht seit 1961 auf der Liste der Denkmäler der Volksrepublik China (1-107). Seit 1994 steht das Historische Ensemble Potala-Palast in Lhasa als Weltkulturdenkmal auf der UNESCO-Liste des Welterbes. Zu dem Ensemble zählen neben dem Potala-Palast der Sommer-Palast Norbulingka sowie der Jokhang-Tempel. Im Jahr 2004 investierte die Regierung des Autonomen Gebiets Tibet 70 Millionen Yuan (umgerechnet ca. 9 Millionen Euro) in die Renovierung des Potala, des Norbulingka und des Sa’gya-Klosters.

## Architektur

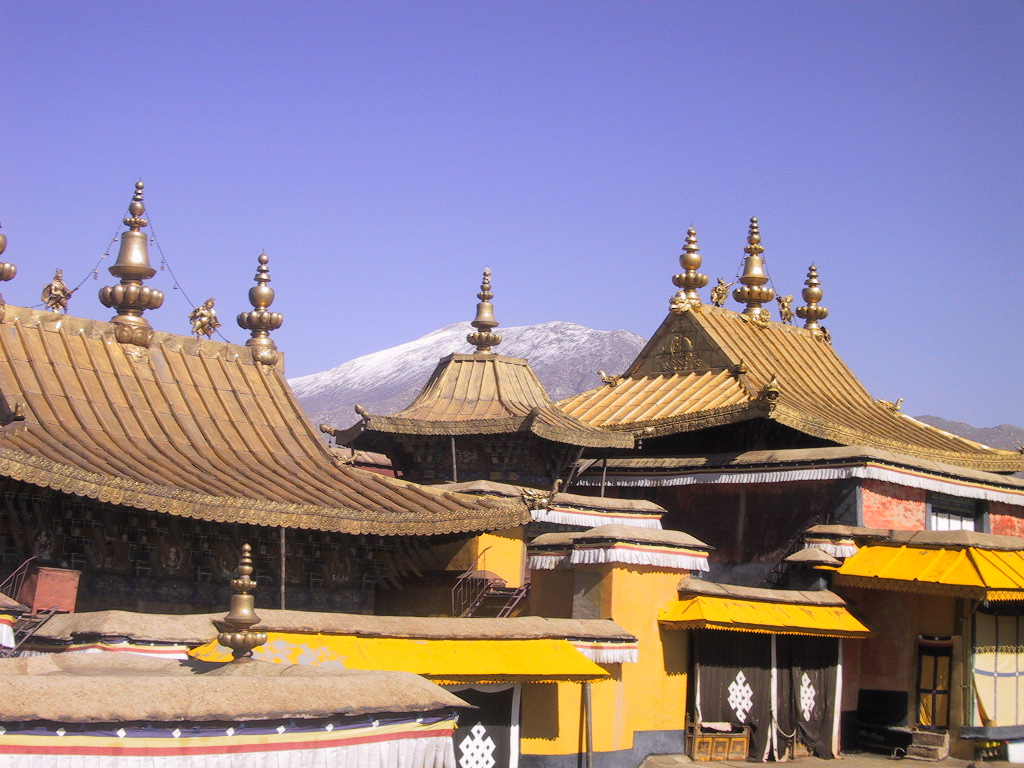
Dächer des Potala

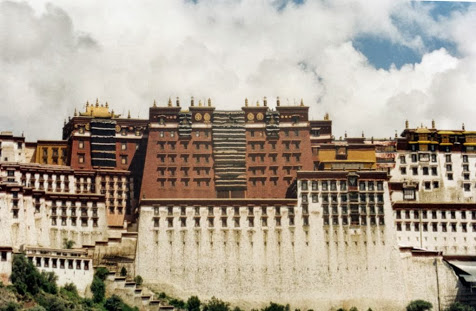
Blick von unten

Der Palast erstreckt sich in Ost-West-Richtung auf ca. 350 Metern und in Nord-Süd-Richtung auf 300 Metern. In der Anlage verteilen sich auf 13 Stockwerken 999 Räume.
Im Roten Palast befinden sich in den obersten Stockwerken die privaten Räume des Dalai Lama. Neben großen Zeremonie- und Meditationshallen und vielen kleineren Kapellen befinden sich in der Anlage die Grab-Chörten der bisherigen Reinkarnationen des Dalai Lama. Es wurden acht Dalai Lamas in eigenen Grabstätten beigesetzt, beginnend mit dem 5. Dalai Lama, dessen Grab das prachtvollste ist. Hierfür wurden auf einer Höhe von 17,4 Metern über drei Stockwerke ca. 3,7 Tonnen Gold verarbeitet.